# Adrian Ilie
Adrian Bucurel Ilie (født 20. april 1974 i Craiova, Rumænien) er en tidligere rumænsk fodboldspiller, der spillede som angriber hos flere europæiske klubber, samt for Rumæniens landshold. Af hans klubber kan blandt andet nævnes Steaua Bukarest i hjemlandet, Galatasaray og Beşiktaş i Tyrkiet samt spanske Valencia CF.

## Landshold
Ilie spillede i årene mellem 1993 og 2005 55 kampe for Rumæniens landshold, hvori han scorede 13 mål. Han deltog blandt andet ved VM i 1998, samt ved EM i 1996 og EM i 2000.